# Дугодлаки шкотски овчар
Дугодлаки шкотски овчар или Дугодлаки коли је раса пастирских паса која се узгаја у Великој Британији. Блиски је рођак краткодлаког шкотског овчара.

## Историја расе
Постоји много контроверзи о томе одакле долази назив „шкотски овчар“. Назив "шкотски овчар" је имала различите правописе у различитим временским периодима, од којих многи доводе до различитих тумачења порекла речи. Један од њих каже да потиче од енглеског „цоали“, што значи „црни угаљ“. Друга је да је реч првобитно коришћена да се односи на расу црних оваца, Цолеис, а затим се проширила на псе који су чували ове овце. На овај или онај начин, до краја 17. века име ове расе је већ постало познато као коли. У истом правопису се први пут помиње шкотски овчар у научној литератури, у природним научним радовима Томаса Вервика 1790. године. 

## Изглед
Очи су укошене и бадемасте. Уши су мале и нису превише близу једна другој. Када је пас миран, уши су обично положене уназад, али када је пас будан, уши су подигнуте напред до полуусправљеног положаја. Приближно 2/3 уха треба да буде подигнуто, са горњом трећином слободно нагнутом напред до положаја испод хоризонтале. Уши шкотског овчара су веома осетљиве и губе своју исправну позицију ако се пас стално мази по њима - шкотски овчар „окачи“ уши.
Реп је дугачак: коштана основа репа најмање допире до скочног зглоба, врх је благо закривљен нагоре. Када је пас узбуђен, реп може бити подигнут, али никада изнад линије леђа.
Све боје морају имати типичне беле ознаке колија, изражене у већој или мањој мери. Пожељне су следеће беле ознаке: крагна, пуна или делимична, ноге и шапе, бели крај репа. Може бити бела ознака на њушци и/или лобањи.
Шкотски пси су узгајани за пастирске услуге, помажући пастиру у прикупљању залуталих оваца и тражењу изгубљених оваца. Структура чељусти је таква да коли не уједе овцу, већ је „хвата“, помажући да се извуче из рупа и јарка. Мирољубив је према људима, послушан на општем курсу обуке, а може да обавља послове чувара или чувара приликом завршетка курса заштитно-чуварске службе (ПСС). Пас није за затворене просторе, потребан му је простор за физичку активност (за одржавање здравља, шетњу или трчање до 5-6 км дневно). Послушан је (у раном детињству бира господара и беспоговорно му се покорава), поносан, веома „лајав“ (даје много звукова) и ментално стабилан. Добро се слаже са децом. „Специјалности“: пастир, обезбеђење, чувар, откривање мина, саботажа, „пас дадиља“.

## Одржавање и нега
Шкотски овчари добро подносе лоше време и мраз, наравно, под условом да имају суву, топлу, без пропуха и пропорционално велику кабину. Да би се пас ослободио прашине и прљавштине, шкотски овчар се четка четком о крзно. Најбоље је користити тврду силиконску четку са длакама (не са шиљцима). Метални чешаљ се користи за скидање мртвог крзна.